# ویلینگتون، بدفوردشر
ویلینگتون (به انگلیسی: Willington) یک روستا و محله مدنی در بریتانیا است که در Bedford واقع شده‌است. ویلینگتون ۷۵۱ نفر جمعیت دارد.